# 敵對分子
《敵對分子》（英語：Hostiles）是一部2017年美國歷史西部片，由史考特·庫柏執導，並根據唐納·E·史都華的原創故事來撰寫劇本。該片的主演包括克里斯汀·貝爾、羅莎蒙·派克和韋斯·斯塔蒂。其劇情描述一名美國陸軍軍官必須護送一名夏安戰爭酋長和他的家人回到他們的家鄉。
該片於2017年9月2日在特柳賴德影展上首映，並由Entertainment Studios定於2017年12月22日在美國上映。

## 劇情
故事敘述1892年，一名美國陸軍上尉同意護送一名夏安戰爭酋長和他的家人回到其家鄉蒙大拿州。

## 演員
- 克里斯汀·貝爾 飾 喬瑟夫·J·布洛克上尉
- 羅莎蒙·派克 飾 蘿絲莉·奎德
- 韋斯·斯塔蒂 飾 黃鷹
- 班·佛斯特 飾 查爾斯·威爾斯警長
- 史帝芬·朗 飾 亞伯拉罕·比格斯上校
- 提摩西·夏勒梅 飾 菲利普·狄賈爾丁列兵
- 傑西·普萊蒙 飾 魯迪·基德
- 羅利·科奇瑞恩 飾 湯瑪士·梅斯
- 喬納森·梅傑斯 飾 亨利·伍德森下士
- 亞當·畢奇（英语：Adam Beach） 飾 黑鷹
- 歐琳卡·喬徹 飾 鹿女
- 比爾·坎普（英语：Bill Camp） 飾 耶利米·威爾克斯
- 萊恩·拜姆（英语：Ryan Bingham） 飾 馬洛伊中士

## 製作
《敵對分子》於2016年2月首度宣布，由史考特·庫柏執導，克里斯汀·貝爾主演。3月，羅莎蒙·派克確認參演，並宣布該片將於7月開拍。4月，傑西·普萊蒙加入飾演一名護送戰爭酋長的成員。韋斯·斯塔蒂和亞當·畢奇於6月簽約參演，其中斯塔蒂將飾演一名臨死的戰爭酋長。7月中旬，宣布堤摩西·柴勒梅德將在片中飾演菲利普·狄賈爾丁。主體拍攝於7月下旬在新墨西哥州聖塔菲開始進行，而班·佛斯特等演員也在拍攝開始時加入。演員之一的萊恩·拜姆也為該片創作原創歌曲。

## 發行
《敵對分子》2017年9月2日在特柳賴德影展上首映。後於2017年9月10日在多倫多國際影展上放映。不久後，Entertainment Studios獲得了該片的美國發行權。該片2017年12月22日在美國有限上映，幾週後廣泛上映。

## 外部連結
- 互联网电影数据库（IMDb）上《敵對分子》的资料（英文）